# Ves'egonskij rajon
Il Ves'egonskij rajon (in russo Весьегонский район?) è un rajon dell'Oblast' di Tver', nella Russia europea; il capoluogo è Ves'egonsk. Ricopre una superficie di 2.047 chilometri quadrati.

## Geografia
L'intera area del distretto è una pianura adiacente da ovest al bacino di Rybinsk, che è stato riempito negli anni '40 e ha sommerso il corso inferiore del fiume Mologa, un importante affluente del Volga. Il Mologa costituisce il confine nord-orientale del distretto e i fiumi di tutta l'area del distretto drenano nel Mologa o prima drenavano nel Mologa e ora drenano nel bacino di Rybinsk. I maggiori affluenti del bacino di Rybinsk all'interno del distretto sono il Renya (con l'affluente di sinistra, lo Zvana), il Kesma e il Sebla. Gran parte dell'area del distretto è coperta da foreste.